# Anomoea laticlavia
Anomoea laticlavia är en skalbaggsart som först beskrevs av Forster 1771.  Anomoea laticlavia ingår i släktet Anomoea och familjen bladbaggar.

## Underarter
Arten delas in i följande underarter:
- A. l. laticlavia
- A. l. angustata